# Vargtimmen (film)
Vargtimmen är en svensk dramaskräckfilm från 1968 i regi av Ingmar Bergman. 
Man får följa den plågade målaren Johan Borg (Max von Sydow) och dennes hustru Alma (Liv Ullmann) vilka tampas med vad som verkar vara ett slags demoner (bland annat gestaltade av Erland Josephson, Georg Rydeberg och Naima Wifstrand). Som tittare är man emellertid aldrig helt säker över huruvida dessa demoner verkligen existerar eller om de bara är produkter av en sjuk människas fantasi.
Ullmans roll i filmen var en bidragande faktor till att hon senare fick rollen som Kristina i Jan Troells Utvandrarna.

## Tematik
Här skildras, liksom i andra Bergmanfilmer, åter konstnärens roll men denna gång på ett mycket mer intensivt och desperat vis.
Liksom Persona är filmen ofta självrefererande och man påminns om att det är film. Vid textsekvenserna i början hör man Bergman tala med medarbetare under inspelningen och sen ge order om tagning precis då handlingen rullar igång. Filmen är dessutom upplagd som en dokumentär där någon gjort en film om en känd konstnärs försvinnande, baserat på intervjuer med hustrun och på konstnärens egna dagböcker.
Som så ofta hos Bergman ges inga svar. Konstnären brottas med sina bokstavliga demoner i en rad suggestiva och groteska scener och deras roll kan till stor del vara symbolisk.

## Tillkomst
Filmen är ett av de två verk (det andra är Persona) som växte fram ur manuskriptet Människoätarna, vilket Ingmar Bergman arbetade med redan 1965.